# Coccus inyangombae
Coccus inyangombae är en insektsart som beskrevs av Hodgson 1967. Coccus inyangombae ingår i släktet Coccus och familjen skålsköldlöss.
Artens utbredningsområde är Zimbabwe. Inga underarter finns listade i Catalogue of Life.